# Utilizzo della psichiatria a fini politici in Unione Sovietica
L'utilizzo della psichiatria a fini politici o psichiatria punitiva è l'abuso di pratiche psichiatriche come ricovero forzato in manicomio, elettroshock e psicofarmaci spesso somministrati coattamente, attuato contro la dissidenza in Unione Sovietica come integrazione o sostituzione della deportazione in gulag o incarcerazione.
La prima vittima dell'utilizzo della psichiatria per fini politici in URSS fu Maria Spiridonova, rivoluzionaria e terrorista, leader del partito di sinistra SR (Socialisti Rivoluzionari), rinchiusa nell'ospedale psichiatrico per ordine di Dzeržinskij nel 1921.
Uno dei primi ospedali psichiatrici in cui venivano trattenuti i prigionieri per cause politiche fu quello di Kazan'. Dal 1940 al 1970, nelle corsie di questo ospedale psichiatrico carcerario morirono 1.802 pazienti, di cui 470 erano stati condannati ai sensi dell'articolo 58 del CP RSFSR e dell'articolo 54 del CP RSSU, ovvero per motivi politici. Nella colonia penale n°5, che si trovava sull'isola di Svijažsk e che dal 1956 divenne una ramo dell'ospedale psichiatrico di Kazan', dalla fine degli anni Trenta sino agli anni Settanta del secolo scorso morirono 3.087 prigionieri.
In declino dopo la fine dell'URSS, la pratica ha avuto una ripresa in forma minore nella Federazione Russa sotto il governo di Vladimir Putin a partire dagli anni 2010.

## Premessa
La prima volta che fu dato un giudizio pubblico sulla condizione mentale degli oppositori del comunismo fu per opera del capo dello stato, Nikita Chruščëv proponendo sul giornale “Pravda” il 24 maggio 1959 la seguente idea:
«Il delitto è una deviazione dalla norme di comportamento accettate nella società, spesso causato da una disfunzione psichica dell'Uomo. Possono esserci delle malattie, dei disturbi mentali in una società comunista, tra persone isolate? Chiaramente sì. Se così è, allora ci possono essere dei difetti che sono caratteristici delle persone con una psiche anormale… A loro, che su simili “basi” potrebbero incominciare a esortare alla lotta contro il comunismo, si può dire che ci sono anche adesso persone che lottano contro il comunismo... ma queste persone, a quanto pare, chiaramente non si trovano in uno stato mentale normale».
Nel film “Il nostro Nikita Sergheevic” si sente l'opinione di Chruščëv «Contro il comunismo non può agire che un pazzo». Il film uscì nelle sale all'inizio degli anni Sessanta e fece conoscere al grande pubblico il deliberato concetto di nuova psichiatria di Chruščëv.

## Il quadro giuridico
Nel 1961 entrò in vigore la circolare “Per il ricovero d'urgenza dei malati di mente che rappresentano un pericolo pubblico” approvato dal Ministero della Sanità dell'URSS (del 10 ottobre 1961 04-14/32) e il nuovo codice penale della RSSU, dove il concetto di “atti socialmente pericolosi che rappresentano un grande rischio per la società” si estese in maniera significativa tramite i seguenti quattro articoli:
- articolo 70 – “agitazione e propaganda anti-sovietica”
- articolo 1901 “Diffusione di false dichiarazioni, atte a diffamare lo stato sovietico e il sistema sociale”
- articolo 1902 “Oltraggio all'inno nazionale e alla bandiera”
- articolo 1903 – “Organizzazione e partecipazione attiva ad azioni di gruppo che violano l'ordine”

Come risultato dell'espansione di questo concetto, atti completamente diversi, dall'omicidio al divieto di diffondere letteratura in URSS, si trovavano a essere nella stessa categoria di atti, “di particolare pericolo per la società”. Nell'articolo 58 del nuovo CP RSFSR si stabilisce che:
Alle persone che hanno commesso atti socialmente pericolosi in uno stato mentale di follia, ma che si sono ammalati prima della formulazione della condanna o che al momento di scontare la pena sono malati di mente, che impedisce loro la consapevolezza necessaria per dare conto delle proprie azioni o il proprio controllo, il giudice può applicare le seguenti misure mediche obbligatorie: ricovero in un ospedale psichiatrico generale e ricovero in un ospedale psichiatrico speciale.
Per quanto riguarda le considerazioni, che hanno guidato i funzionari sovietici e i personaggi dello stato, Anatolij Prokopenko sostenne che dichiarare le persone scomode come malate di mente, evitando di condurre contro di loro un processo, senza attirare l'attenzione del pubblico mondiale e il rumore a questo associato, legittimava il loro isolamento negli ospedali psichiatrici. A questo riguardo si può sostenere che in URSS veniva professata la concezione più liberale del diritto, dato che l'autore di un reato in tali casi è considerato più come un malato, che deve essere curato, piuttosto che come un criminale, da far sottostare al regime penitenziario. In parallelo al quadro giuridico in tempi accelerati si creano anche le risorse materiali.

## Le risorse materiali
Le risorse materiali furono create dall'estensione della rete e delle aree degli enti psichiatrici. Prima di tutto vennero costruiti gli ospedali psichiatrici penali (OPP) La dinamica della loro costruzione ha il seguente aspetto:
1961 – OPP di Syčëvskij (regione di Smolensk)
1964 – OPP di Blagoveščensk (regione dell'Amur)
1965 – OPP di Černihiv (regione di Kaliningrad) e TPB di Kostroma (regione di Kostroma).
Anche le aree degli ospedali si espansero, e per questo il loro livello di riempimento aumentò. Per esempio, nel 1956 negli OPP di Kazan' e Leningrado fu registrato il livello più basso di riempimento, rispettivamente 324 e 384 prigionieri, mentre già al 1970 questo si alzò di oltre due volte: 752 prigionieri nell'OPP di Kazan' e 853 in quello di Leningrado. Il numero totale di prigionieri, detenuti negli ospedali psichiatrici speciali del MVD URSS, nel 1968 era di 2.465 individui, e alla fine del 1979 si alzò di oltre 2,5 volte e fu di 6.308 persone.
Negli anni verso la fine dell'URSS parte degli ospedali psichiatrici non si trovava nel sistema del Ministero della Salute, ma sotto l'autorità del Ministero degli Interni, giuridicamente e praticamente senza il controllo della comunità medica nel suo complesso.

## Basi teoriche
Un'analisi dei casi concreti di repressione psichiatrica del consenso mostra che venivano usate delle diagnosi “fittizie” per fini repressivi; il più delle volte si usava la diagnosi di “sviluppo della personalità сутяжно-paranoideo” e “schizofrenia latente”. In quanto alle altre diagnosi (come per esempio, la schizofrenia paranoide, che in qualche raro caso veniva fatta ai dissidenti, i quali non esibivano mai sintomi psicotici e che in seguito venivano riconosciuti come mentalmente sani) queste non venivano quasi mai riscontrate nei dissidenti. Molto spesso per giustificare la loro follia veniva utilizzata la diagnosi di schizofrenia indolente.
Si è spesso affermato che sia stata proprio l'espansione dei criteri diagnostici di schizofrenia indolente, promossa da Snežnevskij e dagli altri membri della “Scuola di Mosca”, a portare al suo utilizzo per fini politici.
Lo psichiatra russo Nicolaj Puchovskij definisce mitologico il concetto di schizofrenia a decorso lento (come una corrente pigra, lenta e strisciante) e indica come la passione degli psichiatri russi per essa abbia coinciso con la mancanza di giurisdizione, che ha permesso allo stato di utilizzare questa diagnosi ai fini della repressione politica.
Un famoso psichiatra ucraino, difensore dei diritti umani e segretario esecutivo dell'Associazione degli Psichiatri Ucraini, Semjon Hlusman osserva che in sessant'anni le molte forme delle scuole e orientamenti psichiatrici sovietici vennero meno a opera dei dettami della scuola accademica di Snežnevskij, che gradualmente divennero assoluti: una diagnostica alternativa era perseguitata.
La psichiatra forense ucraina, la dottoressa Ada Korotenko indica che la scuola di Andrej Vladimirovič Snežnevskij e dei suoi collaboratori, che aveva sviluppato negli anni Sessanta il sistema diagnostico, compreso il concetto di schizofrenia latente, era sostenuta da F. V. Kondrat'ev, S. F. Semenov, J. P. Frumkin e altri. I vaghi criteri diagnostici, secondo A. I. Korotenko, hanno permesso di stabilire nell'ambito delle manifestazioni della malattia forme individuali e di dichiarare malato di mente persone in pratica sane. Korotenko nota che alla definizione di malattia mentale nei cittadini liberi pensatori e “dissidenti” hanno contribuito l'assenza di standard diagnostici e il movimento in URSS per la stessa classificazione delle forme di schizofrenia: gli approcci diagnostici al concetto di schizofrenia indolente e di stati paranoici con manie di riforma furono utilizzati solo in URSS e in alcune nazioni dell'Europa orientale.
Il medico psichiatra, professor Jurij Nuller nota che il concetto della scuola di Snežnevskij permette, per esempio, di considerare la psicopatia schizoide o la schizofrenia come le prime tappe che insorgono lentamente di un processo progressivo inevitabile, e non come tratti della personalità di un individuo, che non necessariamente debbono svilupparsi lungo il percorso del processo schizofrenico. Da qui, come indica Nuller, deriva l'estremo ampliamento della diagnosi di schizofrenia latente e i danni che esso ha provocato. J. L. Nuller aggiunge che nelle manifestazioni del concetto di schizofrenia latente qualsiasi deviazione dalla norma (a giudizio del medico) può essere considerata come schizofrenia, che crea ampie possibilità per volontari o involontari abusi psichiatrici. Tuttavia né A. V. Snežnevskij né i suoi seguaci, secondo Nuller, trovarono il coraggio di mostrare alla società e alla comunità scientifica la propria concezione, chiaramente di là dal normale.
Lo psichiatra americano Walter Raich ha indicato che in rapporto con il carattere politico della vita in Unione Sovietica e degli stereotipi sociali che la formano, il comportamento anti-conformista sembra effettivamente strano, e che in relazione con il carattere diagnostico del sistema di Snežnevskij questa stranezza in alcuni casi cominciò a essere qualificata come schizofrenia. Secondo Raich, in molti e, forse, nella maggior parte dei casi quando veniva fatta questa diagnosi, non solo il KGB e altri responsabili, ma anche gli stessi psichiatri effettivamente ritenevano che i dissidenti fossero malati.
Helen Lavretsky presuppone che la debolezza della tradizione democratica in Russia, il regime totalitario, le repressioni (purghe) e lo “sterminio” dei migliori psichiatri nel periodo dal 1930 al 1950 abbiano preparato il terreno per l'abuso della psichiatria e per la concezione sovietica di schizofrenia.
Tra le figure chiave che guidarono l'uso della psichiatria al fine della repressione del libero pensiero nell'Unione Sovietica, S. Bloch e P. Reddawei fanno il nome di G. V. Morozov, D. R. Lunz e A. V. Snežnevskij, evidenziando che Snežnevskij introdusse una nuova interpretazione della malattia, che costituì la possibilità di identificare il dissenso ideologico come un sintomo di una grave disfunzione psicologica. S. Bloch e P. Reddawei menzionano che i sostenitori degli altri indirizzi nella psichiatria sovietica (principalmente rappresentati dalla scuola di Kiev e di Leningrado) si opposero fortemente per lungo tempo alla concezione di Snežnevskij e alla relativa concezione di iper-diagnostica della schizofrenia; nel periodo tra gli anni Cinquanta e Sessanta i rappresentanti della scuola di psichiatri di Leningrado si rifiutarono di riconoscere i dissidenti come schizofrenici, per i quali era stata proposta la diagnosi di schizofrenia latente a Mosca.
Robert van Voren, segretario generale dell'organizzazione “Iniziativa globale in psichiatria”, che si occupa del problema degli abusi e delle riforme in psichiatria, nota che la maggioranza degli esperti conviene alla conclusione, che gli psichiatri al comando, che hanno elaborato il concetto di schizofrenia latente lo avevano fatto su indicazione sia del partito sia del comitato per la sicurezza dello stato (KGB), comprendendo bene ciò di cui si occupavano; ciò nonostante a molti psichiatri sovietici essa appariva come qualcosa che spiegava troppo logicamente la disponibilità della persona di sacrificare il proprio benessere a favore di un'idea o di una convinzione che si differenzia così tanto da ciò che credeva o si costringeva a credere la maggioranza delle persone.
Secondo Leonard Ternovskij, la diagnosi di “schizofrenia latente” fu inventata dai collaboratori accademici dell'istituto Serbskij, in particolare per necessità di una psichiatria punitiva.
Lo storico della psichiatria J. Garrabé, francese, indica che secondo i criteri della schizofrenia, adottati dall'Occidente, questa diagnosi non corrispondeva: i pazienti ai quali era proposta la diagnosi di “schizofrenia latente” da parte dei rappresentanti della scuola moscovita di psichiatria, non apparivano schizofrenici dagli psichiatri nei paesi occidentali. Sulla base dei criteri diagnostici adottati là, presto ufficialmente consolidati nel MKB-9.
La diagnosi si applicava nei casi in cui gli accusati negavano l'accusa, non collaboravano con le indagini ed era scomodo condannare dei difensori dei diritti umani a una detenzione in carcere.
V. Bukovskij e S. Hlusman citano le parole del professor Timofeev, il quale scrive che il dissenso potrebbe essere causato da una malattia del cervello, quando il processo patologico si sviluppa molto lentamente, blandamente e gli altri suoi sintomi rimangono invisibili fino a un determinato momento, a volte fino al compimento dell'atto criminale.
In accordo con le norme sovietiche “tutti i malati di schizofrenia devono essere registrati presso un dispensario psiconeurologico (DPN)”. In questo modo, sebbene la schizofrenia latente sia un disturbo non grave, le persone che ricevevano questa diagnosi erano sottoposte alla registrazione del DPN. In seguito/E oltre “nell'ospedalizzazione d'emergenza in conformità con le norme speciali del Ministero della Sanità Pubblica dell'URSS i malati di schizofrenia che (ne) necessitano, i quali a causa della particolarità del quadro clinico (delirio, allucinazioni imperative, eccitazioni di diverso genere, stato гебоидные con comportamento asociale, depressione con tendenze suicide, ecc.) rappresentano un pericolo sociale per gli altri e per sé stessi”. Perciò, se lo psichiatra trattava una qualsiasi azione non autorizzata di taglio sociale-politico come una manifestazione di delirio o come “stato гебоидные con comportamento asociale”, questo trattamento poteva automaticamente implicare di per sé stesso un'ospedalizzazione coatta.
Lo sviluppo paranoico dell'individuo era visto dagli psichiatri sovietici in qualità di una delle varietà di sviluppo patologico della persona/personalità psicopatologica e si supponeva avesse origine dopo degli autentici traumi psicologici (in particolare, di una situazione di conflitti) come reazione paranoica, dai quali in seguito si forma un chiaro sistema dei delirio: l'idea dominante si trasforma in mania e, alla fine, in delirio.
S. Hlusman e V. Bukovskij indicano che lo sviluppo paranoico-litigioso/morboso dell'individuo si era rivelata una diagnosi molto comoda per la repressione psichiatrica del dissenso: qualunque manifestazione di pensiero o comportamento non conforme poteva essere facilmente diagnosticato sia come “delirio morboso” sia “delirio di riforma” nell'ambito dello sviluppo paranoico della persona.

## L'utilizzo della psichiatria a discapito dei singoli individui
Dopo il 1968 si è verificato un aumento degli abusi psichiatrici. 
Il 25 agosto 1968, otto dissidenti sovietici (Konstantin Babickij, Tat'jana Baeva, Larisa Bogoraz, Natal'ja Gorbanevskaja, Vadim Delone, Vladimir Dremljuga, Pavel Litvinov e Viktor Fajnberg) svolsero a sul Lobnoe mesto in Piazza Rossa un sit-in di protesta contro l'entrata in Cecoslovacchia dell'esercito sovietico e dei paesi del Patto di Varsavia.
Le truppe entrarono nella notte tra il 20 e il 21 agosto 1968. Lo scopo era quello di bloccare le riforme politico-sociali in Cecoslovacchia, note come "Primavera di Praga".
Il processo ai manifestanti ebbe un forte impatto sociale sia in Unione Sovietica sia all'estero.
Per il KGB qualcosa non andò per il verso giusto: a uno dei manifestanti (V. Fajnberg) vennero strappati tutti i denti davanti e la sua presenza in tribunale fu ritenuta scomoda.
Si trovò una via d'uscita trasferendo V. Fajnberg in un ospedale psichiatrico (la decisione poteva essere presa dal tribunale in assenza dell'imputato e senza concedergli il diritto di fare appello a un tribunale superiore).
La commissione dell'istituto Serbskij, composta da Morozov, Lunc e Landau, effettuò una perizia sul caso Fajnberg.
Nell'atto № 35/с del 10 ottobre 1968 si accennava all'entrata delle truppe in Cecoslovacchia, che era stata la causa della manifestazione. Il gesto di Fajnberg venne definito "disturbo della quiete pubblica in Piazza Rossa", mentre il suo stato di salute mentale venne descritto come di seguito:
" Esprime con euforia e grande esaltazione l'idea rivoluzionaria riguardo allo studio dei classici marxisti, che denota chiaramente la sua megalomania e fissazione sulle proprie convinzioni. Al contempo le sue dichiarazioni sui genitori, la sua famiglia e il figlio evidenziano un'instabilità emotiva... in reparto tiene un comportamento incurante e indifferente nei confronti degli altri e di sé stesso. Svolge attività quali: ginnastica, abluzione, lettura e studio di libri in lingua inglese...ha chiaramente una scarsa autocritica verso la sua condizione e la sua attuale situazione. "
Alla fine Fajnberg fu dichiarato incapace di intendere e di volere e trasferito in un ospedale psichiatrico di Leningrado nel quale rimase quattro anni, da gennaio 1969 a febbraio 1973.
Tra marzo e giugno del 1971 fece uno sciopero della fame con Vladimir Borisov, protestando contro le pessime condizioni di vita degli ospedali psichiatrici e i ricoveri del tutto inadeguati destinati alle persone che avevano un'opinione contraria al regime. Quando l'amministrazione venne meno allo promessa di migliorare le condizioni di vita, i prigionieri Borisov e Fajnberg fecero ripetutamente scioperi della fame che durarono da dicembre 1971 a febbraio 1972.
Natal'ja Gorbanebskaja fu ripetutamente sottoposta a perizia (legale e) psichiatrica a scopo politico. Venne anche internata contro la sua volontà in ospedali psichiatrici per due volte.
Le accuse su di lei furono quelle di aver partecipato alla manifestazione in Piazza Rossa contro l'entrata delle truppe sovietiche in Cecoslovacchia, di aver scritto e divulgato lettere riguardanti questa manifestazione e di essere coinvolta nella pubblicazione di "Cronache degli avvenimenti in corso" e non solo.
Nel referto medico, il professor Lunc afferma: "non è esclusa la presenza di una lieve schizofrenia, che necessita di accertamenti così da sottoporre la paziente a trattamento sanitario obbligatorio in un ospedale psichiatrico di tipo speciale". Nel 1970 venne confermata la diagnosi definitiva di "schizofrenia cronica".
Basandosi sulla perizia effettuata il 6 aprile 1970 nei confronti di Natal'ja Gorbanevskaja, il famoso psichiatra francese Garrabé giunse alla conclusione che le perizie medico-legali condotte sui dissidenti erano mediocri. Nelle cartelle cliniche, infatti, mancavano i tratti caratteristici della schizofrenia: “cambi di opinione repentini, emozioni e spirito critico variabili”.
Un'altra indiscrezione fu l'assenza di qualsiasi nesso causale accertato tra i capi d'accusa e la malattia mentale come giustificazione dell'atto. Nella cartella clinica si parla solo di depressione, sintomatologia che non comporta il ricovero del paziente in un ospedale psichiatrico.
Anche Il'ja (Elijahu) Rips venne sottoposto al trattamento sanitario obbligatorio e condotto in un ospedale psichiatrico di tipo speciale con la stessa diagnosi. Rips tentò di darsi fuoco in segno di protesta contro l'entrata delle truppe sovietiche in Cecoslovacchia e venne accusato, secondo l'articolo 65 del codice penale lettone che corrisponde all'articolo 70 del codice penale della Repubblica Socialista Federativa Sovietica Russa (persuasione e propaganda antisovietica).
Di esempi come questo ce ne sono molti. Si tentò di stabilire questa diagnosi anche per Bukovskij; la commissione però, composta principalmente da persone contrarie alla teoria della schizofrenia, lo dichiarò infine capace di intendere e di volere.
Si formulò la stessa diagnosi per Vjačeslav Igrunov, fece circolare "Arcipelago Gulag" e anche per Leonid Pljušč e Valerija Novodvorskaja. 
Nel 1972, Leonid Pljušč venne accusato, secondo l'articolo 62 del codice penale ucraino, per agitazione e propaganda antisovietica. 
Su di lui venne eseguita per tre volte la perizia legale e psichiatrica. Fu dichiarato sano di mente dopo la prima perizia (effettuata nel centro di detenzione di Kiev del KGB).
La seconda e la terza perizia vennero effettuate nell'istituto Serbskij. Le commissioni di ambedue le perizie arrivarono alla conclusione che Pljušč era affetto da un disturbo mentale, affine alla schizofrenia.
Fu trasferito all'ospedale psichiatrico di Dnipropetrovsk per aver assunto dosi massicce di aloperidolo, farmaco testato contro i disturbi motori particolarmente dolorosi.
In seguito denunciò le condizioni intollerabili vissute nell'ospedale psichiatrico (percosse e abuso di iniezioni). Alcuni difensori dei diritti umani conosciuti in Russia (Andrej Sacharov, Tat'jana Chodorovič, Sergej Kovalëv) si batterono per la liberazione di Pljušč con le organizzazioni internazionali. Dopo quattro anni di reclusione nell'ospedale psichiatrico fu dimesso e trasferito all'estero.
Iosif Brodskij:
dopo il suo arresto, tra febbraio e marzo 1964, Iosif Brodskij subì contro la sua volontà una perizia psichiatrica nell’ospedale di Leningrado "Prjažka". 
Per il poeta questa fu la seconda volta in un ospedale psichiatrico: la prima volta, ancora prima dell'arresto,  si fece ricoverare di sua spontanea volontà nell'ospedale psichiatrico di Mosca "Kaščenko". Lui e i suoi amici, infatti, contavano sul fatto che l'ottenimento del certificato di instabilità mentale avrebbe diminuito per Brodskij il rischio di persecuzione. Tuttavia il ricovero in ospedale colpì duramente Brodskij, che domandò ai suoi amici di farlo dimettere. 
Il 18 febbraio 1964, il tribunale stabilì che Brodskij doveva sottoporsi a perizia psichiatrica obbligatoria. 
Brodskij trascorse tre settimane al Prjažka e in riferimento a quel periodo dichiarò successivamente: "...quello fu il peggior periodo della mia vita". 
Durante la sua permanenza in ospedale, Brodskij ricorda di aver subito la tortura dell'"Ukrutka": "nel cuore della notte venivo svegliato per essere immerso in una vasca di acqua gelida, poi mi avvolgevano in lenzuola bagnate e mi lasciavano accanto a un calorifero. Il calore faceva sì che le lenzuola bagnate, asciugandosi, incidessero la pelle". 
Citando testualmente la conclusione della perizia: "presenta delle caratteristiche psicopatiche nel carattere ma è abile al lavoro, quindi possono essere attuati provvedimenti di ordine amministrativo".
Aleksandr Esenin-Vol'pin, figlio di Sergej Esenin, fu ricoverato a scopo politico per cinque volte in 19 anni (dal 1950 al 1960). Scrisse poesie di carattere "antisovietico",  fece richiesta di un visto d'uscita dopo essere stato invitato a una conferenza scientifica negli USA, ecc.
In seguito (nel 1972) testimoniò riguardo alla repressione cui fu sottoposto davanti alla Commissione Giuridica del Senato degli USA. Nel 1975 il famoso psichiatra Sidney Bloch effettuò un'indagine non ufficiale sulla condizione psichica di Esenin-Vol'pin e non trovò alcun segno di disturbo mentale, né al momento dell'indagine, né precedentemente.
Il famoso geofisico Nikolaj Samsonov fu arrestato nel 1956 dopo aver scritto il trattato "pensieri ad alta voce", nel quale analizza la questione della creazione di un'élite burocratica e la distorsione dei principi di Lenin. Rimase recluso nell'ospedale psichiatrico giudiziario di Leningrado fino al settembre del 1964. Secondo la "Cronaca del fatti correnti", gli psichiatri dell'ospedale reputavano Samsonov sano di mente. Gli consigliarono però di presentare il suo atto di dissertazione come frutto di un'immaginazione malata come prova della sua avvenuta guarigione. Solo nel 1964, quando incominciarono a somministrargli l'aminazina e le sue condizioni di salute peggiorarono, Samsov firmò la dichiarazione in cui affermava che al momento della stesura del trattato era mentalmente instabile.
Viktor Rafal'skij, che fu autore di romanzi mai pubblicati, opere teatrali e brevi racconti, venne accusato di appartenere a un gruppo marxista segreto, di aver scritto testi di carattere antisovietico e di essere in possesso di materiale letterario antisovietico. Con la diagnosi di "schizofrenia", passò 26 anni negli ospedali psichiatrici, 20 dei quali in ospedali speciali. Fu ricoverato negli ospedali psichiatrici di Kiev, Charkiv, Leopoli, Mosca, Vilnius e anche in quelli speciali di Leningrado, Dnipro, Kazan' e Syčëvka. Nel 1987 venne riabilitato e dichiarato mentalmente sano. In seguito si pubblicarono le sue memorie "Diario dal nulla". Queste memorie descrivono la permanenza di Rafal'skij negli ospedali psichiatrici sovietici.
Viktor Nekipelov, accusato secondo l'articolo 190-1 del codice penale della Repubblica Socialista Federativa Sovietica Russa ("diffusione di menzogne calunniose che screditino il regime statale e sociale sovietico"), fu trasferito per un controllo all'Istituto Serbskij, dove la commissione Vladimir comunicò i seguenti risultati: "irascibilità eccessiva e fuori controllo, è superbo e tende a essere rivoluzionario e giustiziere, in più è incline a opporre resistenza. Diagnosi: è schizofrenico o psicopatico cronico". All'Istituto Serbskij, Nekipelov venne riconosciuto sano di mente e scontò la pena in un campo di prigionia. Riguardo all'Istituto Serbskij scrisse un libro-documentario che ebbe molto successo "L'istituto dei cretini". 
Nel 1961, lo scrittore Mihail Nariza fu arrestato e accusato per "agitazione e propaganda antisovietica" (articolo 70) e dichiarato incapace di intendere e di volere. Il referto medico affermava: "Ha considerazioni autonome riguardo all’apparato statale, la sua posizione è di ideologia libertaria. Ha una visione distorta e ingiusta della realtà sovietica a causa delle generalizzazioni errate riguardo a determinate situazioni. Soffre di un disturbo mentale sotto forma di una sintomatologia paranoica del tutto personale e non è consapevole delle proprie azioni e non sa come gestirle. Una volta uscito dal carcere, nel 1964, viene ricoverato nell'ospedale psichiatrico di Leningrado. Nel 1975 viene nuovamente arrestato e sottoposto a perizia psichiatrica. Questa volta viene riconosciuto sano di mente.
Il famoso dissidente bielorusso Michail Kukobaka venne ricoverato contro la sua volontà dopo aver scritto, nel 1969, una lettera aperta allo scrittore inglese Ivor Montagu, che voleva pubblicare sul giornale "Komsomol'skaja pravda". Come conseguenza di questo ricovero, passò sei anni in ospedali psichiatrici giudiziari. Kukobaka venne sottoposto a perizia psichiatrica per tre volte presso l'Istituto Serbskij. Su di lui si sono svolte diverse indagini giudiziarie.
Tra le sue accuse, secondo quanto detto da Kukobaka, ci fu il rifiuto di partecipare alle elezioni, ai subbotnik e alle riunioni del PCUS. In più venne accusato di aver diffuso in uno studentato di Babrujsk il testo della dichiarazione universale dei diritti umani. In particolare sul dispensario psichiatrico emesso fu registrata questa descrizione del paziente nel 1976: "distribuisce letteratura antisovietica contro la sicurezza nazionale, ha attitudini folli verso l'impegno sociale, è un pericolo per lo stato". In tutto trascorre 17 anni tra galera e ospedali psichiatrici giudiziari.
Ol'ga Lofe venne accusata secondo l'articolo 70 del codice penale della Repubblica Socialista Federativa Sovietica Russa per aver preso parte attivamente a un'azione di volantinaggio antisovietico, per aver conservato e divulgato dei documenti antisovietici e per essersi sottratta a una perquisizione. La perizia preliminare, svolta dall'Istituto Serbskij, dichiarò Ol'ga Lofe malata di mente con la diagnosi di "schizofrenia cronica, in forma semplice".